# 조르디 메스트레
조르디 메스트레(카탈루냐어: Jordi Mestre, 1981년 9월 14일 ~ 2020년 6월 6일)는 스페인의 남자 모델 및 배우이다.